# Tommy Martin
Thomas Gerard Martin –conocido como Tommy Martin– (Stockton, 25 de agosto de 1956) es un deportista estadounidense que compitió en judo. Ganó tres medallas en el Campeonato Panamericano de Judo entre los años 1974 y 1985.

## Palmarés internacional
| Campeonato Panamericano | Campeonato Panamericano   | Campeonato Panamericano | Campeonato Panamericano |
| Año                     | Lugar                     | Medalla                 | Categoría               |
| ----------------------- | ------------------------- | ----------------------- | ----------------------- |
| 1974                    | Ciudad de Panamá (Panamá) | Medalla de oro          | –93 kg                  |
| 1978                    | Buenos Aires (Argentina)  | Medalla de plata        | –86 kg                  |
| 1985                    | La Habana (Cuba)          | Medalla de plata        | –86 kg                  |